# Jacques Selosse
Jacques Selosse is een in de jaren 50 van de 20e eeuw in Avize opgericht champagnehuis. De eerste champagne werd in 1960 verkocht. De eigenaren zijn Corine en Anselme Selosse die boven de kelders ook een hotel-restaurant exploiteren. Het vergeleken met de grote champagnehuizen kleine huis produceert ieder jaar 57000 flessen champagne van de druiven die op 7,5 hectare wijngaard groeien. Het huis verbouwt
chardonnay in de gemeente Avize in de Côte des Blancs, in Cramant, Oger en Le Mesnil-sur-Oger. Pinot noir wordt verbouwd in Aÿ, Ambonnay en Mareuil-sur-Ay op de hellingen van de Montagne de Reims. De stokken worden rigoureus gesnoeid omdat Anselme Selosse streeft naar een lage opbrengst per hectare.

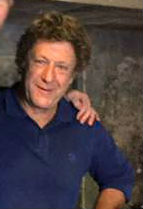
Anselme Selosse

Anselme Selosse die het huis in 1980 van zijn vader Jacques Selosse overnam studeerde aan het Lycée viticole de Beaune en was een van de eerste wijnmakers die de vinificatietechnieken van de witte Bourgogne bij de productie van champagne toepaste. In 1994 werd Anselme door Gault Millau uitgeroepen tot "beste Frans wijnmaker".
Alle wijnstokken worden verbouwd volgens biodynamische beginselen waarbij Claude Bouguignon de inspirator is. Om de bodem te verbeteren wordt compost gestort waarbij de gedachte is dat de bodem, niet de plant, gevoed moet worden. De gezondheid van de wijnstok is volgens Anselme Selosse afhankelijk van de micro-organismen in de bodem. In de wijnbouw worden veel bestrijdingsmiddelen gebruikt maar Anselme Selosse ziet daarvan af omdat de chemicaliën die tegen rot worden gebruikt ook de gistcellen die van nature op de druiven leven aantasten.
De jonge wijn wordt na de oogst tot juni in het volgende jaar in eiken vaten uit Bourgogne gelagerd. De tweede of malolactische gisting treedt niet op omdat de druiven rijp worden geoogst. De jonge wijn wordt in die vaten geregeld omgeroerd. Deze "bâtonage" vindt eerst iedere week, later iedere maand plaats. De gistcellen en het bezinksel worden zo steeds weer door de jonge wijn gemengd. In juni wordt de jonge wijn met een liqueur de tirage met daarin suiker en gist gebotteld en voor de prise de mousse in de kelders gelegd. Die rustperiode duurt lang want zo verkrijgt de champagne een fijne robe, dat wil zeggen dat de wijn kleine koolzuurbelletjes bevat.
Bij de dégorgement wordt in plaats van de gangbare biet- of rietsuiker fructose gebruikt. De dosage is gering.

## Champagnes
Twee van de champagnes, de Substance en de Contraste, worden geproduceerd met behulp van een solera systeem, hetzelfde proces dat wordt gebruikt bij het maken van sherry.
| Cuvée             | Dosage     | Dosage (suiker) | Gemeente(s)            | Druiven                              | Veroudering | Oppervlakte | Productie |
| ----------------- | ---------- | --------------- | ---------------------- | ------------------------------------ | ----------- | ----------- | --------- |
| Initial           | Brut       | 3 - 7 g/l       | Avize, Oger en Cramant | chardonnay                           | > 3 jaar    |             | 33.000    |
| Version Originale | Extra-brut | 1,3 g/l         | Avize, Oger en Cramant | chardonnay                           | 5 jaar      |             | 3.600     |
| Substance         | Brut       | 0 - 4 g/l       | Avize                  | chardonnay                           | 5-6 jaar    |             | 3.000     |
| Millésime         | Extra-brut | 0 - 4 g/l       | Avize                  | chardonnay                           | 9 jaar      |             | 3.500     |
| Les Carelles      | Extra-brut | 0 - 5 g/l       | Mesnil-sur-Oger        | chardonnay                           | 5 jaar      |             | 3.000     |
| Le Bout du Clos   | Extra-brut | 0 - 5 g/l       | Ambonnay               | pinot noir (80%) en chardonnay (20%) | 5 jaar      |             | 2.000     |
| La Côte Faron     | Extra-brut | 0 - 5 g/l       | Aÿ                     | pinot noir                           | 5 jaar      |             | 600       |
| Sous le Mont      | Extra-brut | 0 - 5 g/l       | Mareuil-sur-Aÿ         | pinot noir                           | 5 jaar      |             | 600       |
| Les Chantereines  | Extra-brut | 0 - 5 g/l       | Avize                  | chardonnay                           | 5 jaar      | 0,8 ha      | 600       |
| Chemin de Châlons | Extra-brut | 0 - 5 g/l       | Cramant                | chardonnay                           | 5 jaar      | 0,35 ha     | 600       |
| Rosé              | Brut       | 1,3 - 2,7 g/l   | Ambonnay               | chardonnay (94%) en pinot noir (6%)  | 5 jaar      |             | 2.000     |
| Exquise           | Sec        | 22 - 25 g/l     | Oger                   | chardonnay                           | 3 jaar      |             | 1.000     |